# Liste de stades de football au Portugal
Cette page présente les plus grands stades de football portugais, classés par nombre de places.

## Stades
| #  | Stade                                                | Capacité | Club résident                  | Ville                         |
| -- | ---------------------------------------------------- | -------- | ------------------------------ | ----------------------------- |
| 1  | Estádio da Luz                                       | 68 100   | Benfica Lisbonne               | Lisbonne                      |
| 2  | Estádio José Alvalade XXI                            | 50 095   | Sporting Portugal              | Lisbonne                      |
| 3  | Estádio do Dragão                                    | 50 033   | FC Porto                       | Porto                         |
| 4  | Estádio Nacional                                     | 37 593   | Équipe du Portugal de football | Lisbonne                      |
| 5  | Estádio Municipal de Aveiro                          | 32 830   | SC Beira-Mar                   | Aveiro                        |
| 6  | Estádio Algarve                                      | 30 305   | SC Farense & Louletano DC      | Faro                          |
| 7  | Estádio Municipal de Braga                           | 30 286   | Sporting Braga                 | Braga                         |
| 8  | Estádio D. Afonso Henriques                          | 30 029   | Vitória Guimarães              | Guimarães                     |
| 9  | Estádio Cidade de Coimbra                            | 29 622   | Académica de Coimbra           | Coimbra                       |
| 10 | Estádio do Bessa XXI                                 | 28 263   | Boavista FC                    | Porto                         |
| 11 | Estádio 1º de Maio                                   | 28 000   | Sporting Braga B               | Braga                         |
| 12 | Estádio Dr. Magalhães Pessoa                         | 23 888   | UD Leiria                      | Leiria                        |
| 13 | Estádio Alfredo da Silva                             | 21 498   | GD Fabril                      | Barreiro                      |
| 14 | Estádio do Restelo                                   | 19 856   | CF Belenenses                  | Lisbonne                      |
| 15 | Estádio do Bonfim                                    | 15 497   | Vitória Setúbal                | Setúbal                       |
| 16 | Estádio de São Miguel                                | 12 500   | CD Santa Clara                 | Ponta Delgada                 |
| 17 | Estádio Cidade de Barcelos                           | 12 046   | Gil Vicente FC                 | Barcelos                      |
| 18 | Estádio Prof. Dr José Vieira de Carvalho             | 12 000   | FC Maia                        | Maia                          |
| 19 | Estádio Manuel Moreira                               | 12 000   | Rebordosa AC                   | Rebordosa                     |
| 20 | Estádio das Seixas                                   | 12 000   | AC Malveira                    | Malveira                      |
| 21 | Estádio Municipal Dr. Alves Vieira                   | 11 500   | CD Torres Novas                | Torres Novas                  |
| 22 | Estádio dos Barreiros                                | 10 600   | CS Marítimo                    | Funchal                       |
| 23 | Estádio Municipal de Águeda                          | 10 000   | RD Águeda                      | Agueda                        |
| 24 | Estádio Abel Alves de Figueiredo                     | 10 000   | FC Tirsense                    | Santo Tirso                   |
| 25 | Estádio do Mar                                       | 9 821    | Leixões SC                     | Matosinhos                    |
| 26 | Campo da Mata                                        | 9 600    | Caldas SC                      | Caldas da Rainha              |
| 27 | Estádio José Gomes                                   | 9 288    | Estrela da Amadora             | Amadora                       |
| 28 | Estádio Mata Real                                    | 9 076    | FC Paços de Ferreira           | Paços de Ferreira             |
| 29 | Estádio Municipal José Bento Pessoa                  | 9 000    | Naval 1º de Maio               | Figueira da Foz               |
| 30 | Estádio Comendador Henrique Amorim                   | 9 000    | CF União de Lamas              | Santa Maria de Lamas          |
| 31 | Estádio Municipal Dr. Jorge Sampaio                  | 8 500    | GD Juventus de Pedroso         | Vila Nova de Gaia             |
| 32 | Estádio Conde Dias Garcia                            | 8 500    | AD Sanjoanense                 | São João da Madeira           |
| 33 | Estádio Municipal de Chaves                          | 8 400    | GD Chaves                      | Chaves                        |
| 34 | Estádio Dr. Machado de Matos                         | 7 540    | FC Felgueiras                  | Felgueiras                    |
| 35 | Estádio do Varzim SC                                 | 7 280    | Varzim SC                      | Póvoa de Varzim               |
| 36 | Estádio de São Luís                                  | 7 000    | SC Farense                     | Faro                          |
| 37 | Complexo Desportivo de Rio Maior                     | 7 000    | UD Rio Maior & NS Rio Maior    | Rio Maior                     |
| 38 | Estádio do Canelas                                   | 7 000    | CF Canelas 2010                | Canelas                       |
| 39 | Complexo Desportivo do FC Alverca                    | 6 900    | FC Alverca                     | Alverca do Ribatejo           |
| 40 | Estádio do CD das Aves                               | 6 230    | Desportivo das Aves            | Vila das Aves                 |
| 41 | Estádio Municipal de Seia                            | 6 177    | UD Seia & Seia FC              | Seia                          |
| 42 | Parque Desportivo Comendador Joaquim Almeida Freitas | 6 150    | Moreirense FC                  | Moreira de Cónegos, Guimarães |
| 43 | Estádio Patalino                                     | 6 000    | O Elvas                        | Elvas                         |
| 44 | Estádio do FC Vizela                                 | 6 000    | FC Vizela                      | Vizela                        |
| 45 | Estádio Municipal do Marco de Canaveses              | 6 000    | FC Marco                       | Marco de Canaveses            |
| 46 | Estádio Municipal de Portimão                        | 6 000    | Portimonense SC                | Portimão                      |
| 47 | Estádio do Bolhão                                    | 5 700    | Fiães SC                       | Fiães                         |
| 48 | Estádio José Arcanjo                                 | 5 661    | SC Olhanense                   | Olhão                         |
| 49 | Estádio Marcolino de Castro                          | 5 401    | CD Feirense                    | Santa Maria da Feira          |
| 50 | Estádio do Rio Ave FC                                | 5 300    | Rio Ave                        | Vila do Conde                 |
| 51 | Estádio Municipal 25 de Abril                        | 5 230    | FC Penafiel                    | Penafiel                      |
| 52 | Estádio da Madeira                                   | 5 200    | CD Nacional                    | Funchal                       |
| 53 | Estádio Municipal da Marinha Grande                  | 5 200    | AC Marinhense                  | Marinha Grande                |
| 54 | Estádio António Coimbra da Mota                      | 5 100    | GD Estoril-Praia               | Estoril                       |
| 55 | Estádio do CD Trofense                               | 5 017    | CD Trofense                    | Trofa                         |
| 56 | Complexo Desportivo de Freamunde                     | 5 000    | SC Freamunde                   | Freamunde                     |
| 57 | Estádio Municipal do Farvão                          | 5 000    | CD Gouveia                     | Gouveia                       |
| 58 | Estádio do Lusitânia de Lourosa FC                   | 4 900    | Lourosa                        | Lusitânia de Lourosa          |
| 59 | Estádio do Leça Futebol Clube                        | 4 529    | Leça FC                        | Leça da Palmeira              |
| 60 | Estádio da Tapadinha                                 | 4 000    | Atlético CP                    | Alcântara                     |
| 61 | Estádio Municipal da Coutada                         | 4 000    | CA Valdevez                    | Arcos de Valdevez             |
| 62 | Estádio de São Sebastião                             | 3 500    | SC Mirandela                   | Mirandela                     |
| 63 | Estádio do Clube Desportivo Real SC                  | 3 500    | Real SC                        | Queluz                        |
| 64 | Complexo Desportivo da Covilhã                       | 3 500    | SC Covilhã                     | Covilhã                       |
| 65 | Estádio Municipal de Machico                         | 3 300    | AD Machico                     | Machico                       |
| 66 | Estádio Marques da Silva                             | 3 200    | AD Ovarense                    | Ovar                          |
| 67 | Estádio Municipal de Lousada                         | 3 000    | AD Lousada                     | Lousada                       |
| 68 | Complexo Desportivo de Vila Real de Santo António    | 2 896    | Lusitano VRSA                  | Vila Real de Santo António    |
| 69 | Estádio Alfredo Marques Augusto                      | 2 730    | CD Olivais e Moscavide         | Lisbonne                      |
| 70 | Estádio do Passal                                    | 2 500    | GD Ribeirão                    | Ribeirão                      |
| 71 | Estádio Municipal Sérgio Conceição                   | 2 500    | União Coimbra                  | Coimbra                       |
| 72 | Estádio de São Miguel                                | 2 450    | Gondomar SC                    | Gondomar                      |
| 73 | Estádio Manuel Marques                               | 2 431    | SCU Torreense                  | Torres Vedras                 |
| 74 | Estádio Dr Mário da Silveira                         | 2 400    | CD Mafra                       | Mafra                         |
| 75 | Estádio do Centro Desportivo da Madeira              | 2 325    | CD Ribeira Brava               | Ribeira Brava                 |
| 76 | Estádio Municipal da Lourinhã                        | 2 000    | SC Lourinhanense               | Lourinhã                      |
| 77 | Estádio Municipal de Fátima                          | 1 545    | CD Fátima                      | Fátima                        |